# Manuel Ramiro Velásquez
Manuel Ramiro Velásquez Arroyave (Carolina del Príncipe, 2 de junio de 1951-Rionegro, 13 de febrero de 2015) fue un político colombiano miembro del Partido Conservador y elegido por elección popular para integrar el Senado y la Cámara de Representantes de Colombia.

## Congresista de Colombia
En las elecciones legislativas de Colombia de 2002, Velásquez Arroyave fue elegido senador de la república de Colombia con un total de 41.672 votos. Posteriormente en las elecciones legislativas de Colombia de 2006, Velásquez Arroyave fue reelecto senador con un total de 41.338 votos.
En las elecciones legislativas de Colombia de 1991, Velásquez Arroyave fue elegido miembro de la Cámara de Representantes de Colombia con un total de votos. Luego en las elecciones legislativas de Colombia de 1994 y 1998, Velásquez Arroyave fue reelegido miembro de la Cámara.
Anteriormente Velásquez ya había sido elegido en miembro de la Cámara de Representantes de Colombia en las elecciones legislativas de Colombia de 1986.

### Iniciativas
El legado legislativo de Manuel Ramiro Velásquez Arroyave se identificó por su participación en las siguientes iniciativas desde el congreso:

- Declara el 18 de agosto como Día Nacional de lucha contra la corrupción; fecha en la que se conmemora la ejemplar defensa que por los intereses del país realizó el doctor Luis Carlos Galán Sarmiento.[5]
- Desarrollar el numeral 2 del artículo 173 de la Constitución Nacional sobre las atribuciones del Senado de la República para aprobar o improbar los ascensos militares que confiera el gobierno (Archivado).[6]
- Expedir normas sobre la movilización nacional para atender situaciones de emergencia causadas por conflictos o hechos que afecten la seguridad interna y defensa nacional (Archivado).[7]
- Dictar normas y disposiciones sobre el servicio militar obligatorio.[8]
- Expedir normas sobre armas, municiones y explosivos (Archivado).[9]
- Actualizar en cualquier tiempo los registros incluyendo sus datos personales, lo que permitirá saber de manera inmediata la ubicación del armamento respectivo (Archivado).[10]
- Determinar la revisión del listado oficial de remisos y se establecen rebajas en las sanciones para los remisos del servicio militar obligatorio (Aprobado primer debate).[11]
- Rendir homenaje a la memoria, vida y obra del intelectual, librepensador y escritor antioqueño Manuel Mejía Vallejo (Aprobado tercer debate).[12]
- Propuesta que los congresistas perderías su investidura: por violación al régimen de inhabilidades e incompatibilidades, o del régimen del conflicto de intereses (Archivado).[13]
- Proyecto de unificar el tiempo de duración del servicio militar a un solo período entre un mínimo de 12 y un máximo de 24 meses (Retirado).[14]

## Carrera política
Su trayectoria política se ha identificado por:

### Partidos políticos
A lo largo de su carrera ha representado los siguientes partidos:
| Partido político                   | Fecha Inicio        | Fecha Fin           |
| Partido Conservador                | 20 de julio de 2006 | 0 de enero de 1900  |
| Movimiento Progresismo Democrático | 20 de julio de 1998 | 19 de julio de 2006 |

### Cargos públicos
Entre los cargos públicos ocupados por Manuel Ramiro Velásquez Arroyave, se identifican:
| Cargo público                   | Partido político                        | Fecha Inicio            | Fecha Fin           |
| Senador de la República         | Partido Conservador                     | 20 de julio de 2006     | 19 de julio de 2010 |
| Senador de la República         | Partido Conservador                     | 20 de julio de 2002     | 19 de julio de 2006 |
| Representante a la Cámara       | Partido Conservador - Movimiento Fuerza | 20 de julio de 1998     | 19 de julio de 2002 |
| Representante a la Cámara       | Movimiento Progresismo Democrático      | 20 de julio de 1994     | 19 de julio de 1998 |
| Representante a la Cámara       | Movimiento Progresismo Democrático      | 12 de diciembre de 1991 | 19 de julio de 1994 |
| Representante a la Cámara       | Partido Conservador                     | 20 de julio de 1986     | 19 de julio de 1990 |
| Concejal Gómez Plata, Antioquia | Partido Conservador                     | 1 de enero de 1978      | 1 de enero de 1980  |